# Semileptotettix arenosus
Semileptotettix arenosus är en insektsart som först beskrevs av Hermann Burmeister 1838.  Semileptotettix arenosus ingår i släktet Semileptotettix och familjen vårtbitare. Inga underarter finns listade i Catalogue of Life.